# Wolf-Dietrich Speck von Sternburg
Wolf-Dietrich Freiherr Speck von Sternburg (* 17. Februar 1935 in Stolp) ist ein deutscher Hotelier und Kunstmäzen.

## Leben
Speck von Sternburg entstammt einer alten Leipziger Kaufmannsfamilie und wurde 1945 mit seiner Mutter und seinen drei Geschwistern aus Stolp in Pommern vertrieben. Sein Vater war damals in britischer Kriegsgefangenschaft. Wolf-Dietrich absolvierte eine Ausbildung zum Hotelkaufmann in Bad Reichenhall. Ende der 1950er Jahre ging er nach Peru und später in die USA. Er arbeitete als Kellner und Concierge und begann ein Studium des Hotel-Managements an der Cornell University in Ithaca (New York). Bis zu seiner Pensionierung war er Mitglied der Geschäftsleitung einer Münchner Hotelgesellschaft.
1994 wurde ihm die Familien-Kunstsammlung rückübertragen. Am 12. November 1996 gründete er die Maximilian Speck von Sternburg-Stiftung, um die Sammlung der Stadt Leipzig zur öffentlichen Nutzung zur Verfügung zu stellen. Die Sammlung umfasst 202 Gemälde, 126 Zeichnungen, mehr als 500 druckgrafische Blätter aus dem 14. bis 19. Jahrhundert und eine Kunstbibliothek. 1999 erwarb er das von Maximilian Speck von Sternburg angelegte Schloss und den dazugehörigen Schlosspark in Leipzig-Lützschena.
An seinem 90. Geburtstag im Februar 2025 wurde Speck von Sternburg nach einem Beschluss des Leipziger Stadtrates im Festsaal des Alten Rathauses das Ehrenbürgerrecht der Stadt Leipzig verliehen. In seiner Ansprache würdigte Oberbürgermeister Burkhard Jung Speck von Sternburg als großzügigen Unterstützer und Förderer der Stadt. Die Laudatio hielt der Kunsthistoriker Bernhard Maaz.

## Ehrungen
- 1999: Maecenas-Preis des Arbeitskreises selbständiger Kultur-Institute e.V.
- 1999: Sächsischer Verdienstorden
- 2005: Ehrenmedaille der Stadt Leipzig
- 2010: Verdienstkreuz 1. Klasse der Bundesrepublik Deutschland
- 2013: Ehrenmitglied der Sächsischen Akademie der Künste
- 2014: St. Heinrichs Nadel
- 2025: Ehrenbürgerrecht der Stadt Leipzig